# Rudo
Rudo (cyr. Рудо) – miasto w Bośni i Hercegowinie, w Republice Serbskiej, siedziba gminy Rudo. W 2013 roku liczyło 1675 mieszkańców.
Jest położone we wschodniej Bośni, nad rzeką Lim.